# ویلفرید گروبنر
ویلفرید گروبنر (به آلمانی: Wilfried Gröbner) بازیکن فوتبال و مدافع اهل آلمان شرقی بود که از سال ۱۹۷۶ میلادی عضو تیم ملی فوتبال آلمان شرقی بوده‌است. وی در ۸ بازی ملی حضور داشته و در بازی‌های ملی‌اش گلی به ثمر نرساند. ویلفرید گروبنر آخرین بازی ملی خود را در سال ۱۹۷۹ میلادی انجام داد.